# Robert Dick
Robert Dick (4 de enero de 1950) es un musicólogo, flautista y compositor estadounidense de jazz contemporáneo y música clásica contemporánea experimental.  Fue miembro del tío de instrumentos de lengüeta New Winds, con Ned Rothenberg y J. D. Parran.

## Historial
Se graduó en Artes en la Universidad de Yale y en composición en la Escuela de Música de Yale, donde estudió con Robert Morris, Jacob Druckman y Bülent Arel.
Dick ha vivido y trabajado durante diez años en Suiza, residiendo actualmente en Nueva York.  Da clases de música en la Universidad de Nueva York.  Ha tocado con artistas como Paul Giger, Steve Gorn y Mark Dresser.  Ha grabado con Tomoko Sugawara, consiguiendo una nominación para su disco común Along the Silk Road, en los Premios de la Música Independiente.

## Libros
De su trabajo como musicólogo y pedagogo, destacan las siguientes publicaciones:
- The Other Flute: A Performance Manual of Contemporary Techniques
- Tone Development through Extended Techniques.
- Circular Breathing for the Flutist.